# ويليام جاكسون هوكر
ويليام هوكر (1785-1865) (بالإنجليزية: William Hooker)‏ الحاصل على الوسام الغويلفي الملكي وزمالة الجمعية الملكية الإنكليزية وزمالة الجمعية الملكية في إدنبرة والجمعية اللينية في لندن والحائز على دكتوراه في القانون المدني (6 يوليو عام 1785 - 12 أغسطس عام 1865) هو عالم نبات ورسام توضيحي إنكليزي. أصبح هوكر أول من يشغل منصب مدير حدائق كيو النباتية الملكية في عام 1841 بعد أن ذهبت التوصيات إلى وضع الحدائق تحت إدارة الدولة وجعل كيو حديقة نباتية. يعود إلى هوكر الفضل في تأسيس المعشبة وتوسعة مساحة الحدائق والمشاجر. هوكر هو المختصر الرسمي المستعمل للإشارة إليه في التسميات العلمية للنباتات.
ولد هوكر في مدينة نورتش وتلقى تعليمه فيها. مكنه الميراث الذي حصل عليه من السفر وتكريس نفسه لدراسة التاريخ الطبيعي ولا سيما علم النبات. نشر هوكر تفاصيل رحلته الاستكشافية إلى آيسلندا في عام 1809، وذلك على الرغم من ضياع ملاحظاته والعينات التي جلبها معه خلال عودته. تزوج ماريا وهي الابنة البكر للمصرفي داوسون تيرنر المنحدر من مدينة نورفولك في عام 1815. عاش بعدها في بلدة هيلزوورث لمدة أحد عشر عامًا، وهناك أسس معشبةً ذاع صيتها بين علماء النبات وقتذاك.
شغل هوكر منصب الأستاذ الملكي في اختصاص علم النبات بجامعة غلاسكو وهناك عمل مع عالم النبات والطباع الحجري توماس هوبكيرك، وحظي بصداقة جوزيف بانكس الذي اشتهر بعمله الاستكشافي وجمعه وتنظيمه لأصناف النبات. خلف ويليام تاوسند آيتون في منصب مدير حدائق كيو النباتية الملكية في عام 1841. عمل هوكر على توسعة الحدائق وبناء دفيئات جديدة وتأسيس معشبة ومتحف متخصص في علم النبات الاقتصادي. كان كتاب الجونجرمانيا البريطانية (1816) وكتاب الحياة النباتية في إسكتلندا (1821) وكتاب جنس السرخسيات (1846 - 1864) من بين الأعمال التي نشرها.
توفي جراء المضاعفات الناجمة عن إصابته بالتهاب الحلق في عام 1865، ودفن في كنيسة القديسة آن بحدائق كيو. خلفه ابنه جوزيف دالتون هوكر مديرًا لحدائق كيو.

## العائلة
يدعى والده جوزيف هوكر (1754 - 1845) وتربطه صلة قربى بعائلة بارنغ التي عمل عندها كتاجر صوف في مدينتي إكستر ونورتش إذ كان يتاجر بالخيوط الصوفية والصوف الحريري. كان جوزيف من علماء النبات الهواة الذين جمعوا النباتات النضرة وكان من الرجال الذين علّموا نفسهم بنفسهم وكان يعد باحثًا ألمانيًا حسنًا على حد وصف حفيده السير جوزيف دالتون هوكر. كان جوزيف هوكر على صلة قربى بكل من المؤرخ جون هوكر واللاهوتي ريتشارد هوكر اللذين عاشا خلال القرن السادس عشر.
تدعى والدته ليديا فينسنت (1759 - 1829) وهي ابنة جيمس فينسنت المنتمي لعائلة من الفنانين ونساجي الصوف بمدينة نورتش. كان ابن خالتها ويليام جاكسون أب ويليام جاكسون هوكر بالعماد. أورث ويليام جاكسون أملاكه في قرية سيسولتر بمقاطعة كنت إلى ابنه بالعماد حين بلغ الأخير سن الـ21 عامًا وذلك بعد وفاة جاكسون في عام 1789. كان ابن أخ ليديا جورج فينسنت (1796 - 1832) أحد أكثر رسامي مدرسة نورتش موهبةً.

## السيرة الشخصية

### النشأة والتعليم
ولد ويليام جاكسون هوكر في شارع ماغدلن رقم 71-77 بمدينة نورتش بتاريخ 6 يوليو عام 1785. عُمد جاكسون هوكر على يد والديه جوزيف وليديا هوكر في المعبد الكنسي غير المنتمي لكنيسة إنكلترا في نورتش بتاريخ 9 نوفمبر عام 1785. التحق بمدرسة نورتش الثانوية في نحو عام 1792 وظل فيها حتى أواخر سن المراهقة، ولكن لم تصلنا أي من السجلات المدرسية خلال الفترة التي قضاها هوكر هناك ولا يُعرف سوى القليل عن أيام دراسته. انصب اهتمام هوكر خلال طفولته على علم الحشرات والقراءة والتاريخ الطبيعي.
اكتشف هوكر نباتًا حزازيًا (يعرف الآن باسم الحزاز البوكسباومي عديم الأوراق) حين كان يمشي بالقرب من قرية راكهيث شمال نورتش في عام 1805. زار هوكر عالم النبات جيمس إدوارد سميث في نورتش حتى يستعين بمجموعته اللينية بغرض المقارنة. نصحه سميث بالتواصل مع عالم النبات داوسون تيرنر بخصوص اكتشافه هذا.
ورث هوكر من والده بالعماد أرضًا في مقاطعة كنت حين بلغ الـ21 عامًا. مكنته سبل العيش المستقلة التي غنمها من السفر وتنمية اهتمامه بالتاريخ الطبيعي.
أثارت الطيور المتوطنة لمدينة نورفلك إعجاب هوكر حين كان في شبابه ولذلك قضى كثيرًا من وقته على أسطح المنازل وشاطئ المدينة وهو يدرسها، وأضحى متمرسًا برسم الطيور وفهم سلوكياتها. كذلك درس الحشرات وحظيت مهاراته بتقدير الأب ويليام كيربي حين كان في المدرسة. أطلق كيربي تسمية «أومفالابيون هوكروم» على أحد أنواع السوسينات تكريسًا لويليام وأخيه جوزيف في عام 1805 وقال حيال الأمر: «أنا مدين لعالم الطبيعة الضليع السيد دبليو. ج. هوكر من نورتش على اكتشافه لهذا النوع للمرة الأولى. أشير إليه هو وشقيقه السيد ج. هوكر بالعديد من الصفات المعتادة وها أنا أسمي هذه الحشرة على اسمهما كذكرى لما أشعره تجاه قدراتهما وجهودهما الرامية إلى خدمة فرع التاريخ الطبيعي المفضل لدي».
التحق هوكر بمعهد ستارستون هول في نورفولك في عام 1805 وتدرب هناك على إدارة العقارات. عاش هوكر في المعهد مع روبرت بول وهو أحد المزارعين الهواة. تعرف هوكر على رئيس الجمعية الملكية السير جوزيف بانكس في عام 1806. وانتُخب عضوًا في الجمعية اللينية في لندن خلال العام ذاته.

### مسيرته المهنية في غلاسكو
عُين هوكر أستاذًا ملكيًا في قسم علم النبات بجامعة غلاسكو في شهر فبراير من عام 1820 ليحل محل الطبيب وعالم النبات الإسكتلندي روبرت غراهام. ورث هوكر حديقة نباتية صغيرة كانت تعاني من نقص التمويل وافتقرت إلى العديد من النباتات. استقبلته الجامعة وقُرئت أطروحته الاستهلالية التي كتبها والد زوجته داوسون تيرنر باللغة اللاتينية في شهر مايو من نفس العام. واجه هوكر احتمالية إلقاء المحاضرات على الطلاب وذلك على الرغم من عدم قيامه بالتدريس من قبل. هذا وقد كان هوكر يجهل جوانب عديدة من علم النبات. غير أن موقعه في كلية الطب ألهمه للدراسة ونيل شهادة طبية.
سرعان ما زادت شعبيته كمحاضر جامعي نظرًا لأسلوبه المتميز بالوضوح والبلاغة وجاء العديد من الأشخاص لحضور محاضراته على غرار ضباط الجيش المحليين. واظب هوكر على إعطاء دورة صيفية في علم النبات لمدة 15 عام وتحتم على جميع طلاب الطب دراستها. أما خلال أشهر السنة المتبقية فكان حرًا في الدراسة والعمل على منشوراته ومعشبه ومراسلة علماء النبات الآخرين. تميز فصله الدراسي بوجود رسومات للنباتات المعروضة بغية مساعدة الطلاب على الفهم. كذلك تضمنت الدورة التدريبية رحلات ميدانية نظمها هوكر بهدف دراسة النباتات. ارتفع عدد الطلبة من 30 طالبًا في عام 1820 إلى 130 طالبًا بعد مرور عشر سنوات من ذلك. تقاضى هوكر 144 جنيهًا إسترلينيًا في عامه الأول وازداد هذا المبلغ في ما بعد، ولكنه ظل بحاجة إلى تعزيز مدخوله من خلال إعطاء دروس لولدين من أبناء العائلات الثرية واللذين أقاما مع عائلته.
كانت السنوات التي أمضاها في غلاسكو أكثر سنواته غزارةً في الإنتاج وخلالها ذاع صيته كأحد أكثر علماء النبات نشاطًا في البلاد. نشر هوكر كتاب الحياة النباتية في إسكتلندا في عام 1821. أراد من هذا الكتاب إفادة طلابه الذين تخصصوا في دراسة علم النبات. حاز على شهادة دكتوراه من جامعة غلاسكو في عام 1821. عمل هوكر مع عالم النبات والطباع الحجري توماس هوبكيرك على تأسيس معهد علم النبات الملكي في غلاسكو وتخطيط الحدائق النباتية وتطويرها. انتخب عضوًا فخريًا أجنبيًا في الأكاديمية الأمريكية للفنون والعلوم في عام 1823.

## روابط خارجية
- ويليام هوكر على موقع الموسوعة البريطانية (الإنجليزية)
- ويليام هوكر على موقع إن إن دي بي (الإنجليزية)